# Island Farm

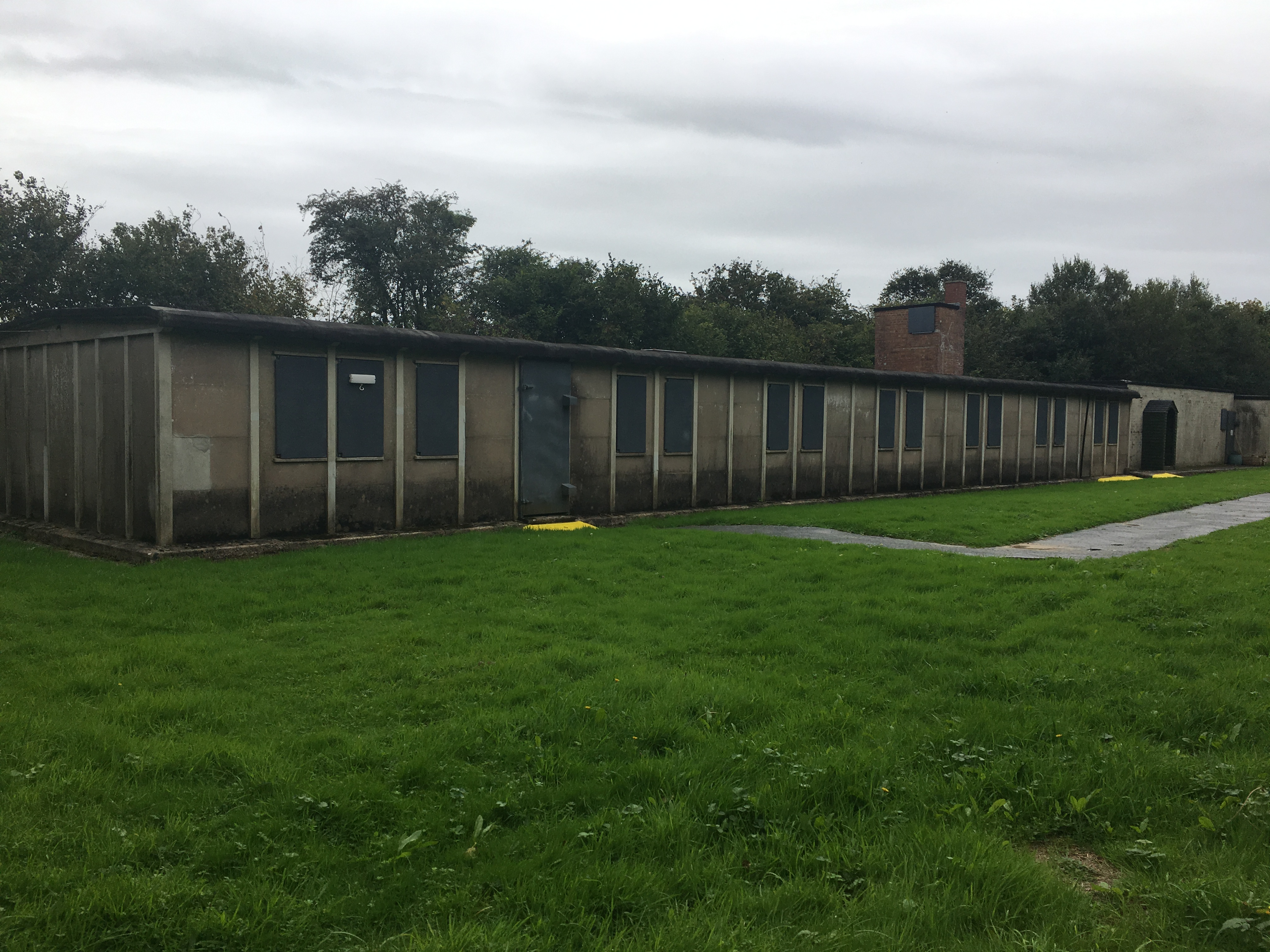
Cabane 9 de l'ancien camp de prisonniers à Bridgend.

Island Farm était un camp de prisonniers de guerre (Camp 198/Special Camp XI) en périphérie de la ville de Bridgend, dans le Sud du Pays de Galles. Il a accueilli un certain nombre de prisonniers de l'Axe, principalement allemands. La liste des anciens détenus inclut de nombreux chefs militaires de la Wehrmacht ou de la SS, notamment lorsqu'ils attendaient leur comparution aux procès de Nuremberg.

## Histoire
Le camp a été construit à l'origine dans une auberge pour travailleurs de l'usine de munitions de Bridgend. Le camp pouvait détenir près de 2 000 prisonniers. Les premiers prisonniers de guerre étaient un mélange de troupes italiennes et allemandes, mais le War Office décida que le camp était trop confortable pour les hommes du rang et que des officiers allemands devraient y être aussi incarcérés. Les premiers prisonniers sont arrivés en novembre 1944.
Les prisonniers de guerre ont creusé deux tunnels dans le camp, mais le premier a été découvert en janvier 1945. Le second n'a pas été détecté et, dans la nuit du 11 au 12 mars 1945, 70 prisonniers se sont échappés. Tous ont été repris ; certains ont été retrouvés à quelques kilomètres du camp. D'autres ont voyagé sur de longues distances et ont été arrêtés à Birmingham ou Southampton,,.

## Détenus connus
Cette liste est classée en ordre alphabétique sur le nom patronymique, colonne par colonne :
- Hans-Georg Benthack (en), Generalmajor
- Günther Blumentritt, General der Infanterie
- Franz Böhme, General der Gebirgstruppe
- Walter Braemer (en), SS-Gruppenführer
- Walther von Brauchitsch, Generalfeldmarschall
- Helmuth Brinkmann, Vizeadmiral
- Friedrich Freiherr von Broich, Generalleutnant dans l'arme blindée (de)
- Walter Dornberger, Generalmajor
- Friedrich Fahnert (en), General der Luftnachrichtentruppe
- Otto Elfeldt, Generalleutnant
- Heinz Fiebig, Generalmajor
- Hermann Franz (en), SS-Obergruppenführer
- Friedrich Frisius, Vizeadmiral
- Walter Grabmann, Generalmajor
- Franz Halder, Generaloberst
- Wilhelm Harster, SS-Gruppenführer
- Ludwig Heilmann, Generalmajor dans les Fallschirmtruppe
- Ferdinand Heim, Generalleutnant
- Gotthard Heinrici, Generaloberst
- Traugott Herr, General der Panzertruppe
- Hermann Hölter, Generalleutnant
- Kurt Jahn, General der Artillerie
- Heinrich Kirchheim, Generalleutnant
- Heinrich Kreipe, Generalmajor
- Kurt Lottner, Generalmajor
- Siegfried Macholz, Generalleutnant
- Eugen Meindl, General der Fallschirmtruppe
- Herbert Olbrich (en), Luftwaffe Generalleutnant
- Hermann-Bernhard Ramcke, General der Fallschirmtruppe
- Johann von Ravenstein, Generalleutnant
- Ernst-August Roth (en), Generalleutnant dans la Luftwaffe
- Gerd von Rundstedt, Generalfeldmarschall
- Alfred Schlemm, General der Fallschirmtruppe
- Artur Schmitt (en), Generalleutnant
- Hans-Georg von Seidel (en), General der Flieger
- Ferdinand Maria von Senger und Etterlin (en), aide de camp à l’OKH puis, après guerre, General dans la Bundeswehr (en 1979)
- Curt Siewert, Generalmajor
- Jakob Sporrenberg, SS-Gruppenführer und Generalleutnant der Polizei
- Wilhelm Ritter von Thoma, General der Panzertruppe
- Helmut Thumm, General der Infanterie
- Kurt von Tippelskirch, General der Infanterie
- Heinrich von Vietinghoff, Generaloberst
- Hans Voss (en), Konteradmiral
- Rudolf Wulf, Generalmajor
- Hermann Hölter, Generalleutnant